# Yim Guechse
Yim Guechse (Khmer: យឹម កិច្ចសែ) (* 20. November 1946 in Phnom Penh) ist ein in Deutschland lebender kambodschanischer Dichter und Schriftsteller.

## Leben und Wirken
Guechse Yim ging 1971 in die DDR und erwarb an der Karl-Marx-Universität in Leipzig einen Doktortitel am Fachbereich Linguistik. 1976 zog er nach West-Berlin und studierte an der FU Berlin bis 1981 Bibliothekswesen.
Guechse Yim schreibt auf Khmer. Nur wenige seiner Gedichte wurden in die deutsche Sprache übersetzt. In seinen Werken setzt er sich mit der (körperlichen) Liebe, sozialen Problemen und politischen Missständen in Kambodscha auseinander, wobei er häufig auf die Khmertradition Bezug nimmt. 1970 veröffentlichte er den Roman „Ramayana in den Träumen“, 1982 erschien der Gedichtband „Ein Jahrzehnt der Träume“. 1986 folgte der gesellschaftskritische Roman „Adieu, Rose von Phnom Penh“. 1987 wurden die Dichtungen „Leben gegen den Strom“ und „Kriechen entlang dem Leben“ verlegt. 1988 folgte die Veröffentlichung von „Kolab, die Kambodschanerin“, 1990 erschien „Geteiltes Leben“. Guechse Yim engagiert sich in der Studiengemeinschaft Kambodschanische Kultur e. V. Von 1986 bis 2003 war er als Mitherausgeber der Zeitschrift „Kambodschanische Kultur“ tätig, für die er auch einige Beiträge verfasste.